# W. B. Engler
W. B. Engler war ein US-amerikanischer Hersteller von Automobilen.

## Unternehmensgeschichte
William B. Engler war Ingenieur bei General Motors. Er stellte 1913 ein Fahrzeug in seiner Heimatstadt Pontiac in Michigan her. Daraufhin zog er nach Detroit in Michigan und begann mit der Produktion von Automobilen. Der Markenname lautete Engler. 1914 endete die Produktion. Insgesamt entstanden nur wenige Fahrzeuge.

## Fahrzeuge
Im Angebot standen Kleinwagen, die zwar als Cyclecar bezeichnet wurden, aber die Kriterien nicht erfüllten. Der luftgekühlte Zweizylindermotor kam von Deluxe. Er  hatte 88,9 mm Bohrung, 93,2 mm Hub, 1157 cm³ Hubraum und leistete 10 PS. Er trieb über Riemen die Hinterachse an.
Die erste Ausführung hatte 279 cm Radstand und 91 cm Spurweite und bot zwei Personen hintereinander Platz. Bei der zweiten Ausführung ab Frühling 1914 war der Radstand auf 234 cm gekürzt worden und dafür die Spurweite auf 112 cm verbreitert worden. Unklar bleibt, ob die Sitze nun nebeneinander angeordnet waren. Der Neupreis betrug 385 US-Dollar.